# Municipio de Marlar
El municipio de Marlar (en inglés: Marlar Township) es un municipio ubicado en el condado de Jerauld en el estado estadounidense de Dakota del Sur. En el año 2010 tenía una población de 14 habitantes y una densidad poblacional de 0,15 personas por km².

## Geografía
El municipio de Marlar se encuentra ubicado en las coordenadas 44°8′38″N 98°52′18″O / 44.14389, -98.87167. Según la Oficina del Censo de los Estados Unidos, el municipio tiene una superficie total de 93.36 km², de la cual 92,03 km² corresponden a tierra firme y (1,43 %) 1,33 km² es agua.

## Demografía
Según el censo de 2010, había 14 personas residiendo en el municipio de Marlar. La densidad de población era de 0,15 hab./km². De los 14 habitantes, el municipio de Marlar estaba compuesto por el 100 % blancos. Del total de la población el 0 % eran hispanos o latinos de cualquier raza.